# Federfüßiges Zwerghuhn
Das Federfüßige Zwerghuhn gehört zu den „Urzwergen“.

## Aussehen
Das Federfüßige Zwerghuhn hat einen gedrungenen, breiten Körper mit einer hohlrunden Oberlinie und breitem Schwanzansatz. Der breite Rücken ist kurz und leicht abfallend. Die Unterlinie der mittellangen Flügel liegt parallel zu den Stulpen. Der Schwanz hat breite Haupt- und Nebensicheln. Die Schwanzhaltung ist hoch mit der Schwanzspitze in Augenhöhe.
Das Hauptrassemerkmal ist die dichte Fußbefiederung.
Beim mittelgroßen Kopf sind Gesicht und Ohrlappen rot, die Kehllappen klein und rund.
Der Schnabel ist kräftig und von der Farbe her ähnlich wie die Lauffarbe, die aber durch die Fußbefiederung nicht sichtbar ist.
Der Einfachkamm, mit nicht zu hohem Kammblatt, hat breite Zacken und einer der Nackenlinie folgenden Kammfahne. 
Die Augenfarbe ist farbenschlagspezifisch von orangerot bis braun.
Jeder Farbenschlag ist mit Bart anerkannt.
Er besteht aus einem dichten Kinn- und Backenbart. Der Bart verdeckt die kleinen Kehllappen und die Ohren.

## Farbenschläge
Im Bund Deutscher Rassegeflügelzüchter sind momentan 26 Farbschläge anerkannt, einer der häufigsten ist porzellanfarbig.
- Einfarbige: weiß, schwarz, blau-gesäumt, perlgrau, rot, gelb
- Porzellangezeichnete: gold-porzellanfarbig, gold-blauporzellanfarbig, isabell-porzellanfarbig, zitron-porzellanfarbig, silber-porzellanfarbig
- Getupfte: gelb mit weißen Tupfen, rot mit weißen Tupfen, schwarz mit weißen Tupfen, perlgrau mit weißen Tupfen
- Halsige: goldhalsig, blau-goldhalsig, orangehalsig, silberhalsig, rotgesattelt
- Sonstige Farbenschläge: gestreift, kennfarbig, weiß-schwarzcolumbia, gelb-schwarzcolumbia, birkenfarbig, orangebrüstig

## Verhalten und Haltung
Vom Charakter her ist das Federfüßige Zwerghuhn sehr neugierig und zahm, aggressive Hähne treten häufiger auf, Hennen sind äußerst gute Glucken. 

## Geschichte
Das Federfüßige Zwerghuhn tritt in ganz Europa auf, wobei das genaue Herkunftsland nicht nachweisbar ist. Die ersten wurden bereits um etwa 60 n. Chr. beschrieben. 